# Franklin Park Zoo
Koordinaten: 42° 18′ 18,7″ N, 71° 5′ 20,8″ W
Der Franklin Park Zoo befindet sich in der Stadt Boston im US-Bundesstaat Massachusetts. Er ist Mitglied der Association of Zoos and Aquariums (AZA).

## Geschichte
Der Franklin Park Zoo ist ein 29 Hektar großes Gelände im historischen Franklin Park in Boston, der Teil des Emerald Necklace Park Systems ist. Der Zoo wurde 1912 gegründet und zunächst von der Metropolitan District Commission (MDC), einer staatlichen Behörde, geleitet. Nach der Gründung der Commonwealth Zoological Corporation wurde der Franklin Park Zoo gemeinsam mit dem Stone Zoo als „Zoo New England“ verwaltet. Die Finanzierung der Zoos setzt sich aus Eintrittsgeldern der Besucher, staatlichen Zuschüssen sowie Spenden zusammen. Die Zoos New England legen einen gemeinsamen Jahresbericht vor. Im Fiskaljahr 2019/2020 besuchten mehr als 708.000 Gäste die beiden Zoos, in denen 1558 Tiere gehalten wurden.

## Tierbestand
Im Zoo werden Säugetiere, Reptilien, Vögel und Insekten gezeigt. 91 Arten wurden im Jahr 2020 nach dem Artenschutzprogramm Species Survival Plan in den New England Zoos aktiv unterstützt. Nachfolgende Bilder zeigen einige ausgewählte Tierarten.

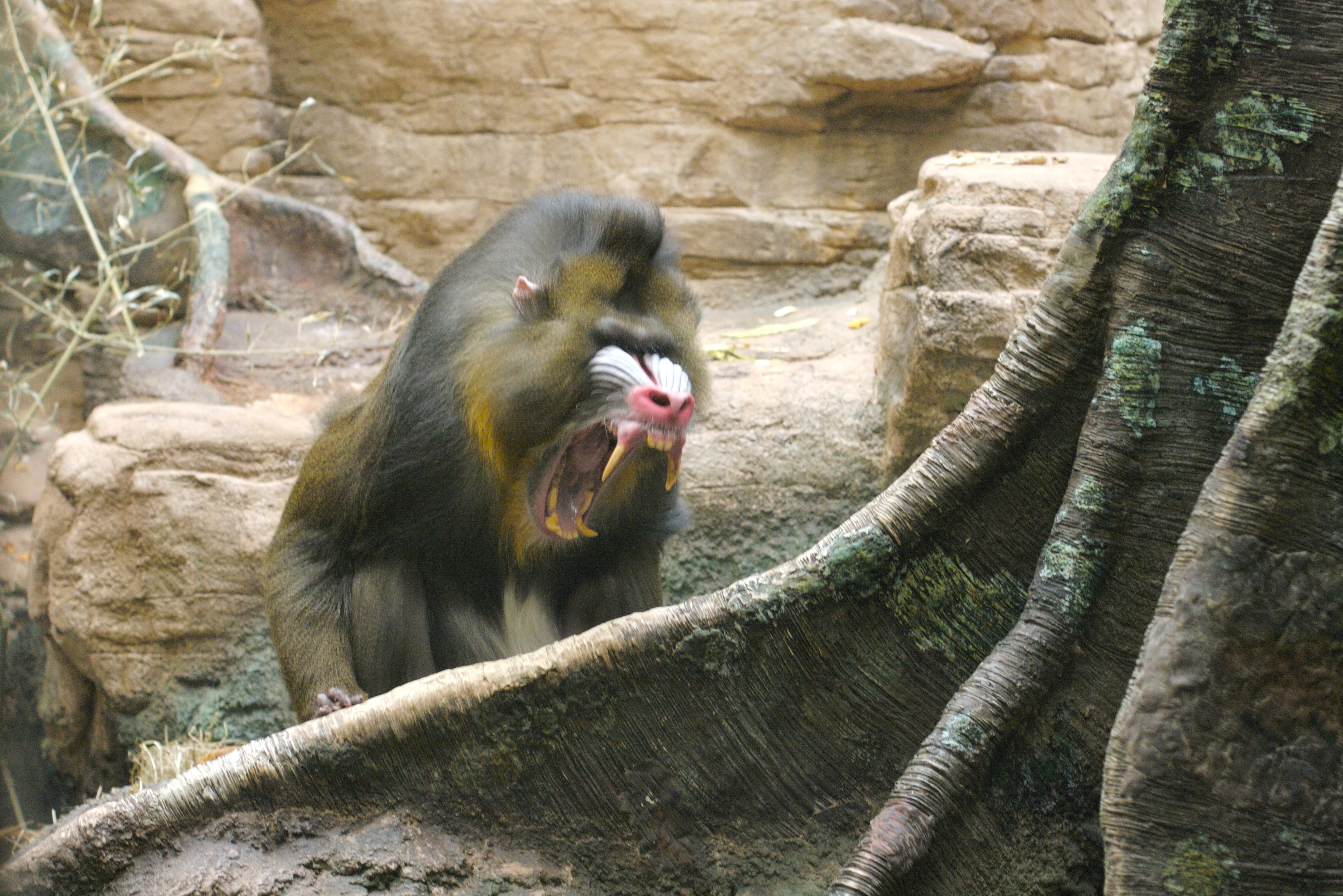
Mandrill, Männchen
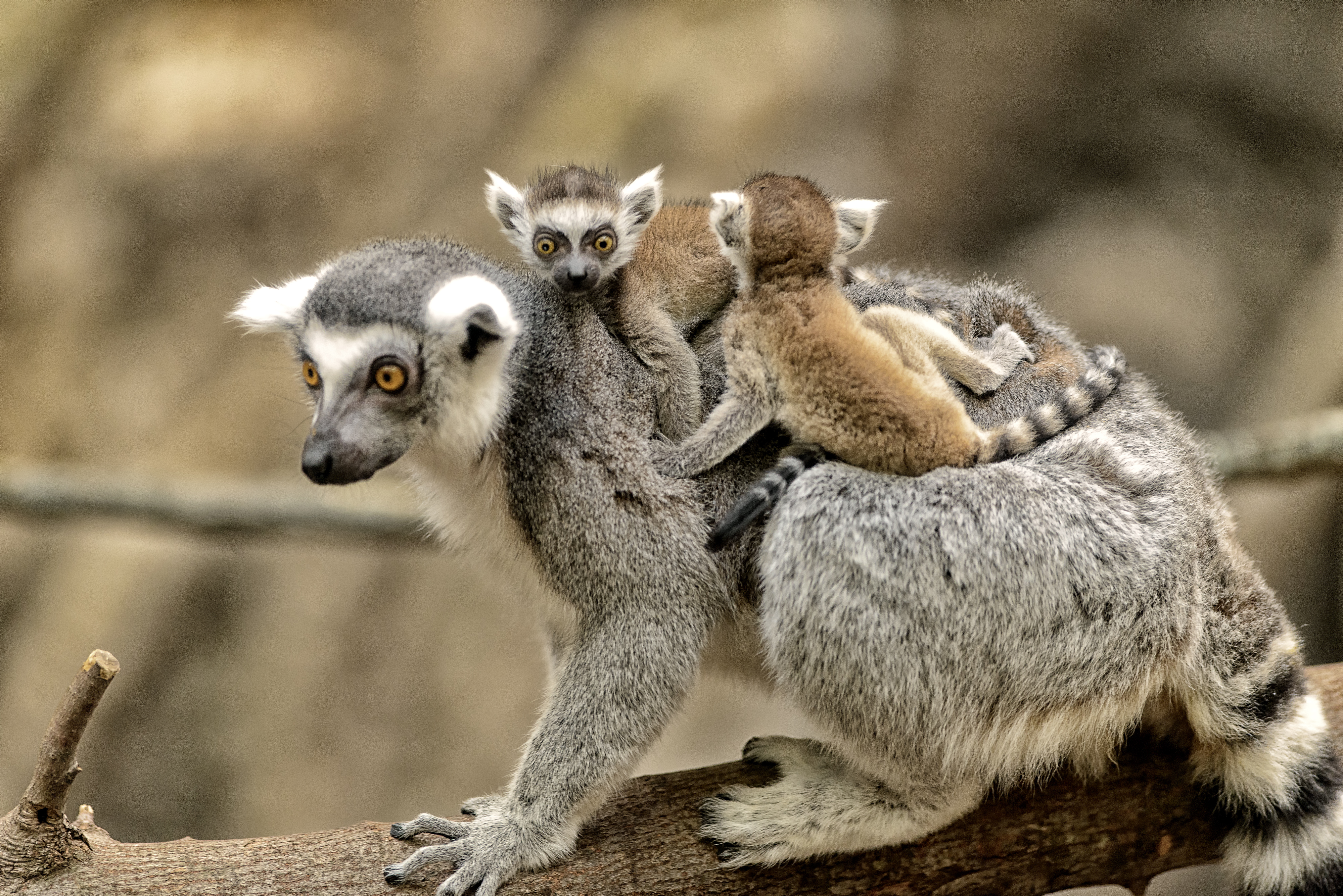
Katta mit Jungtieren
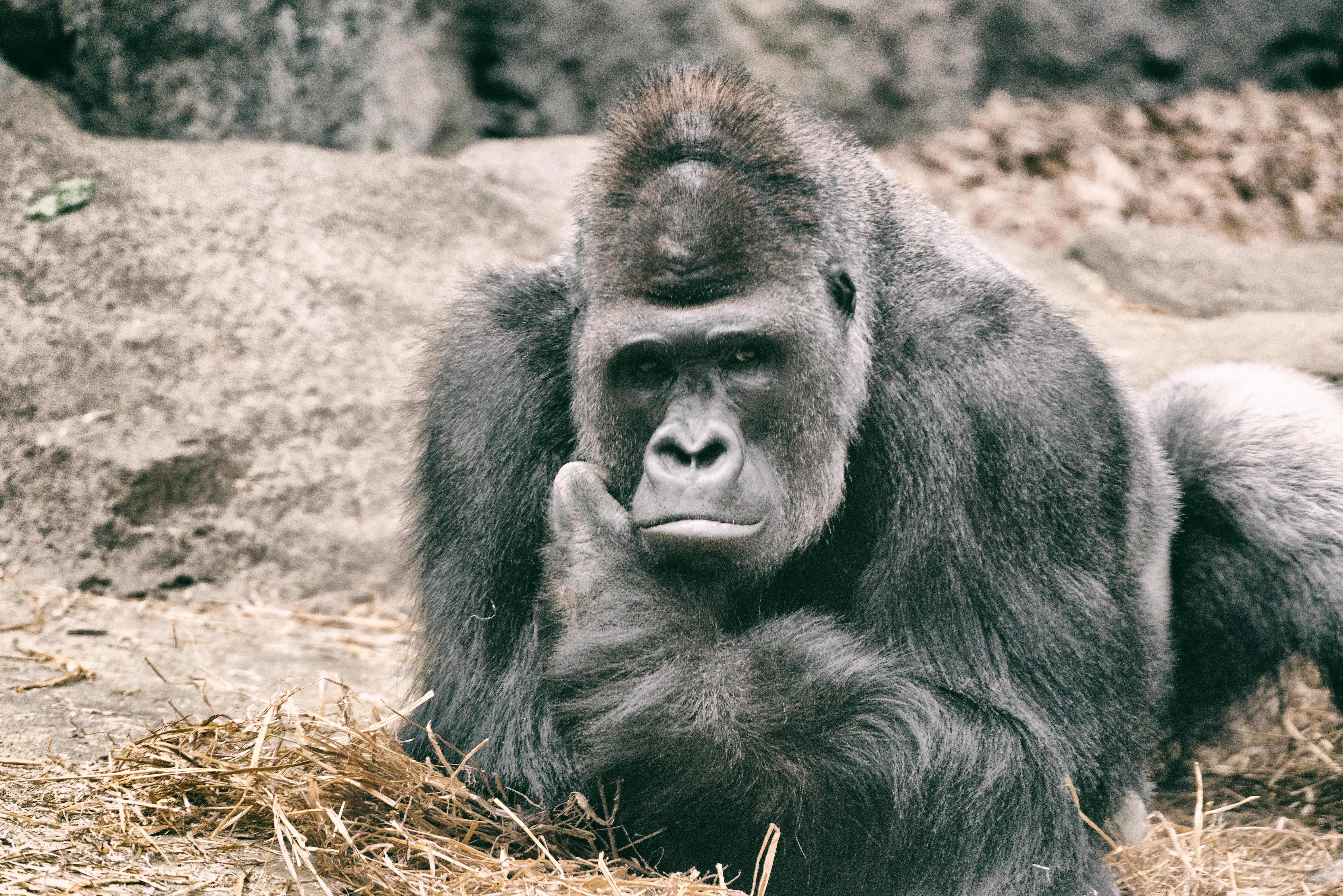
Gorilla, Männchen
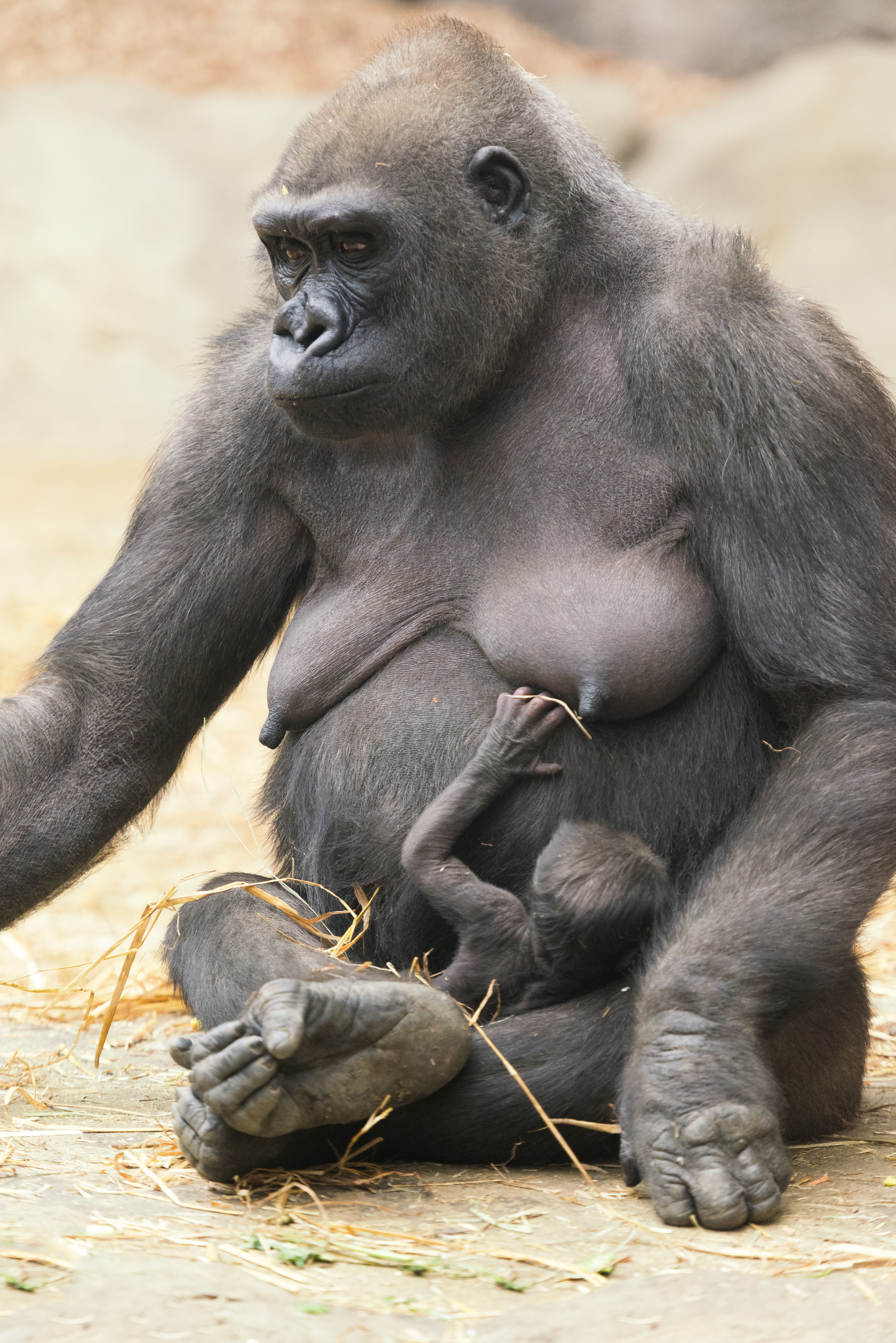
Gorilla, Weibchen mit Jungtier
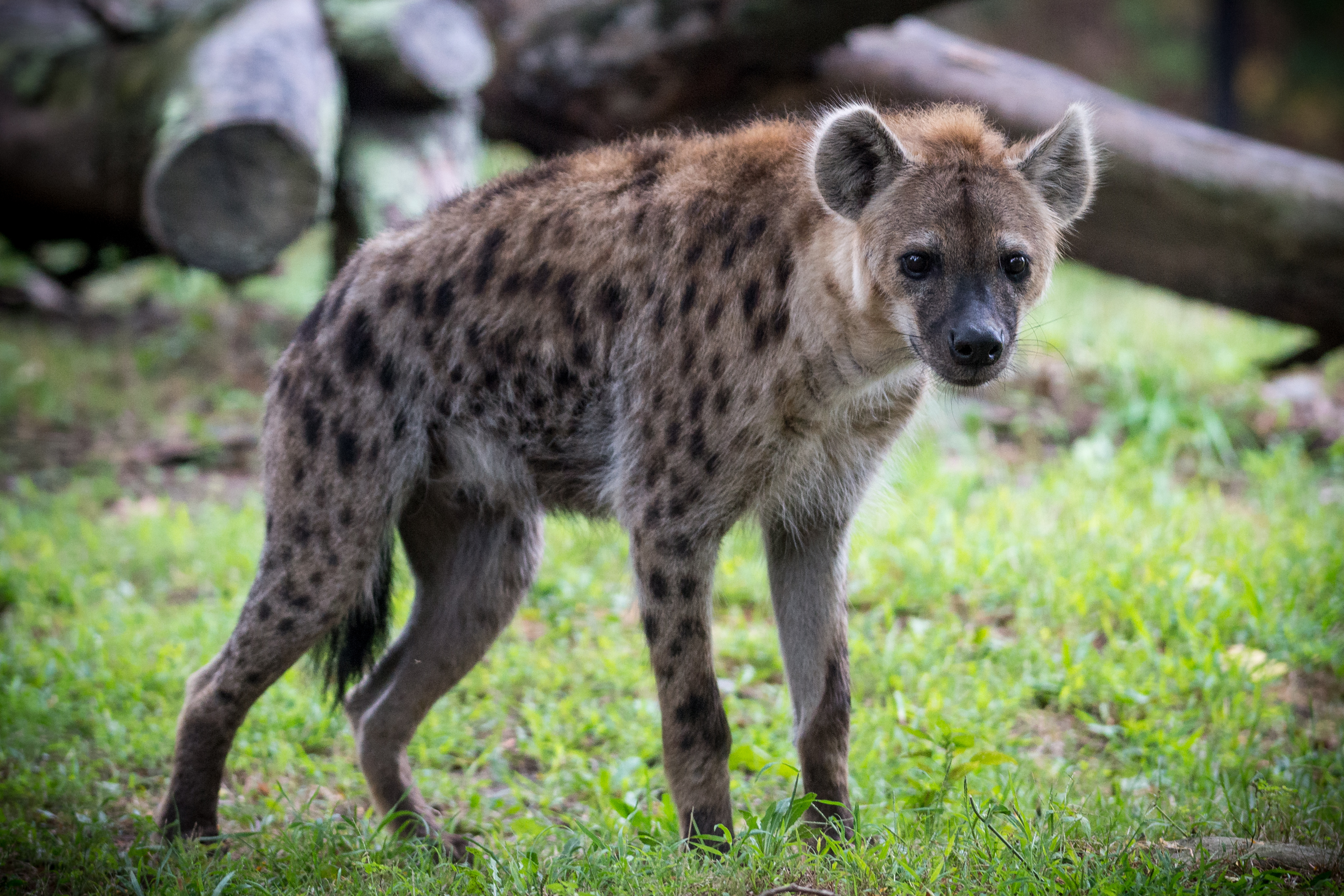
Tüpfelhyäne
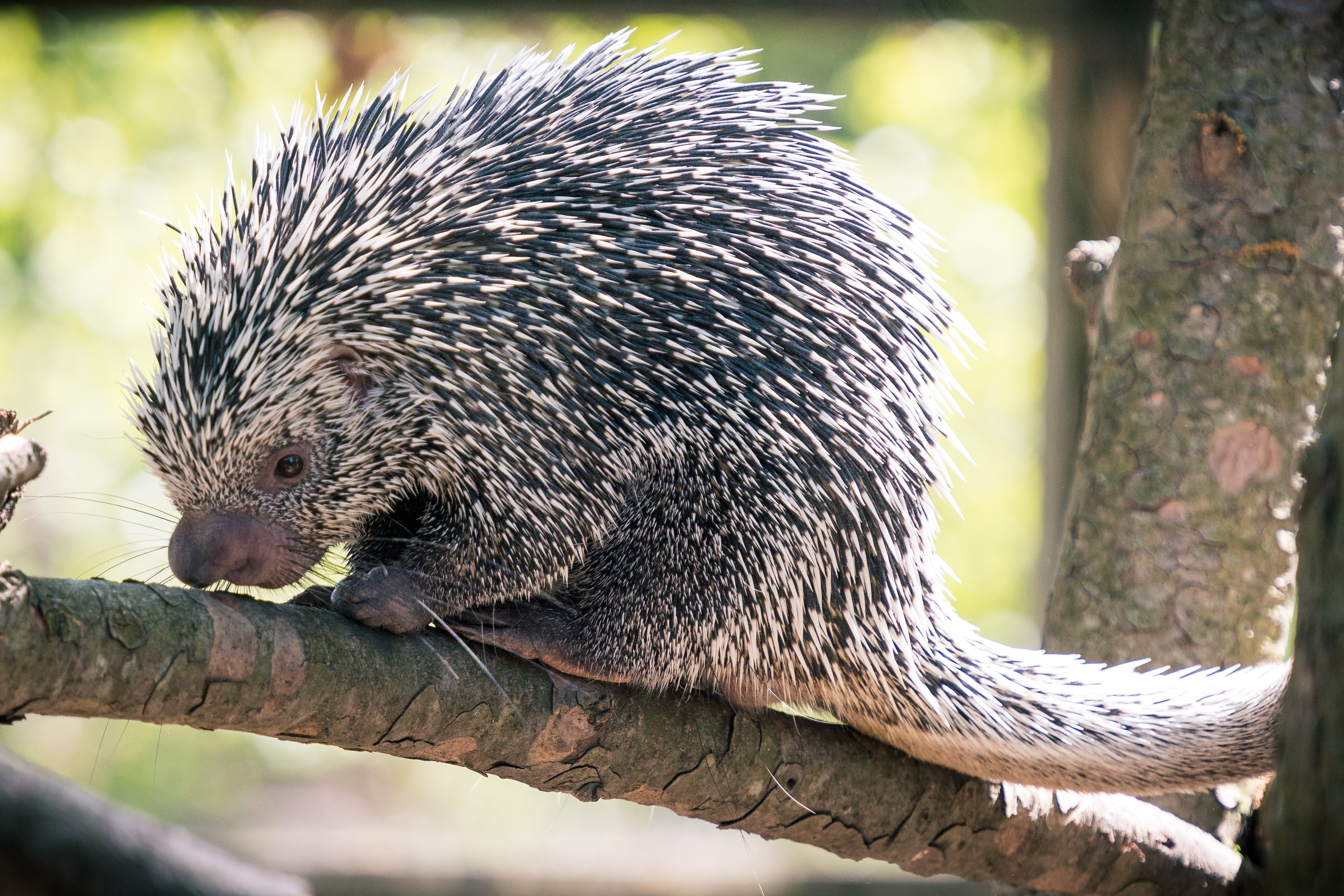
Cuandu, ein Baumstachler
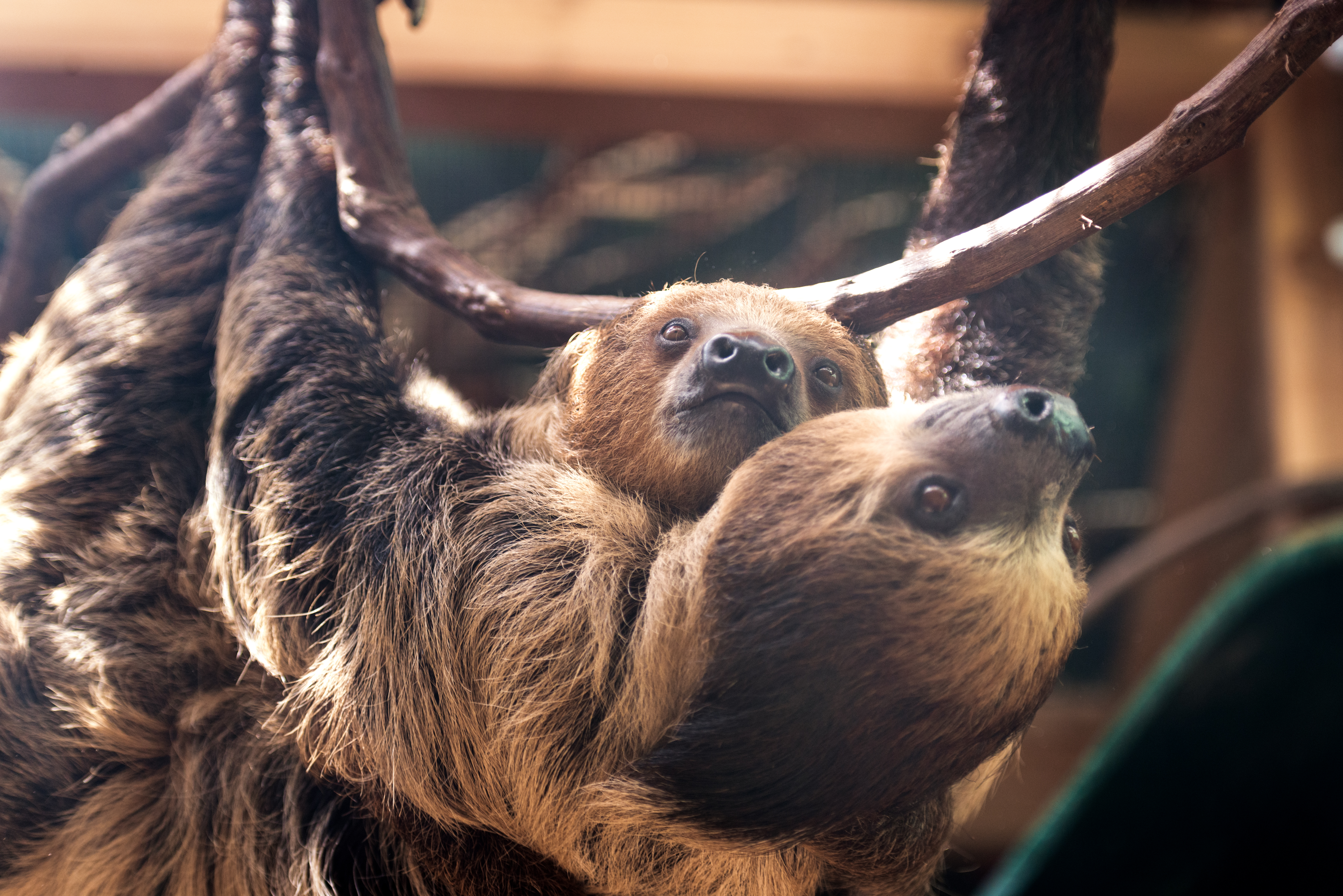
Faultier mit Jungtier
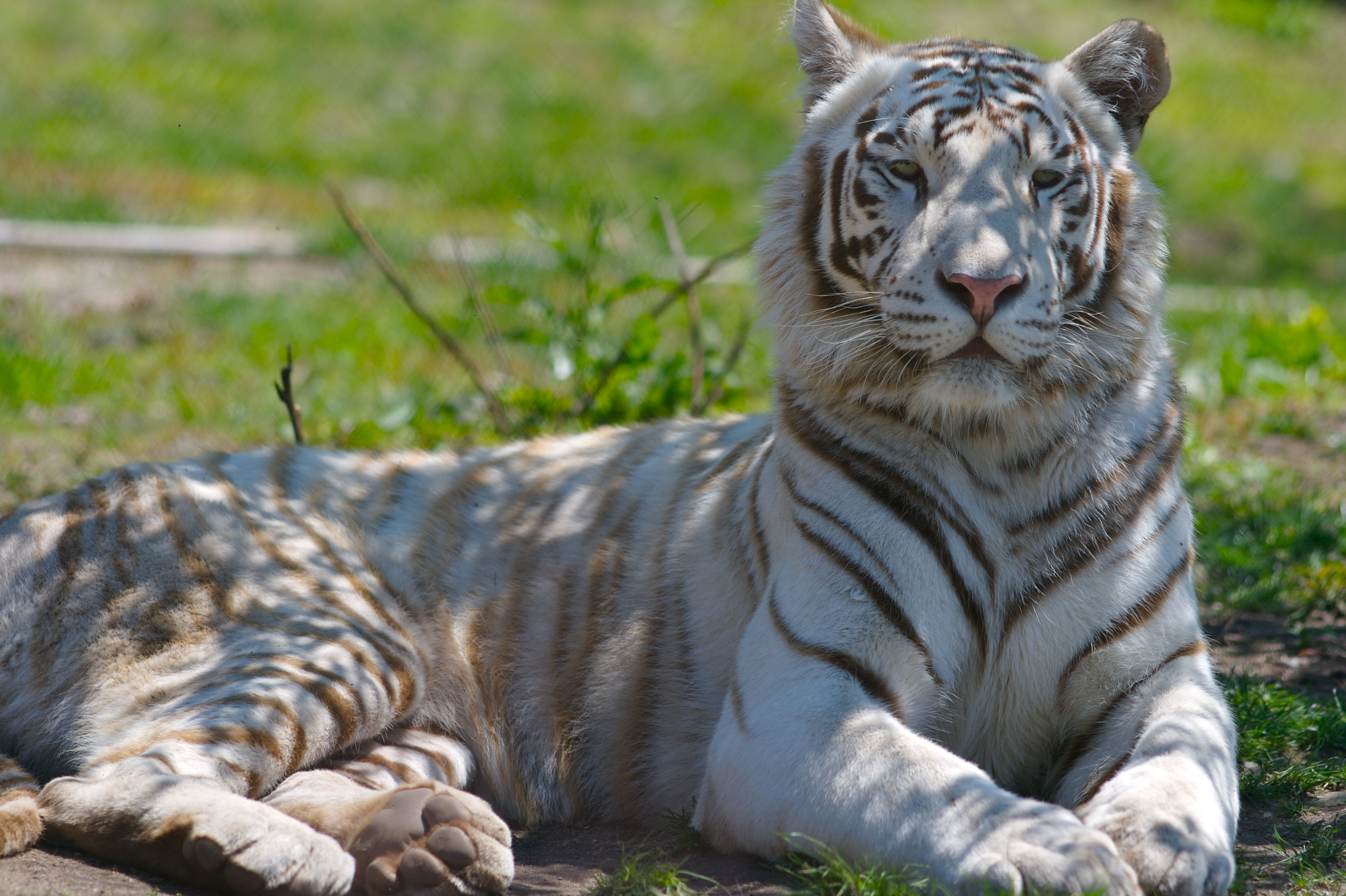
Weißer Königstiger
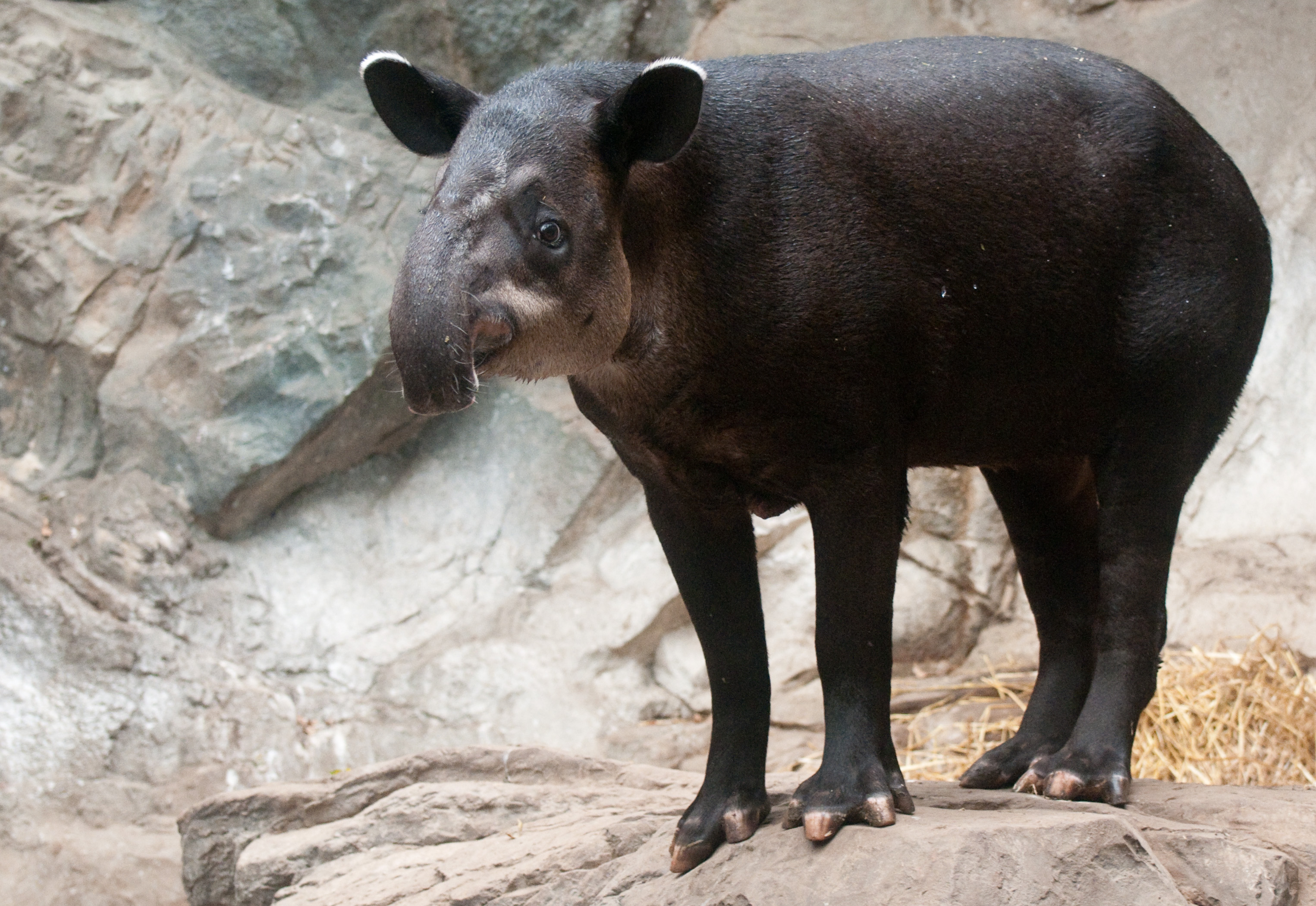
Mittelamerikanischer Tapir
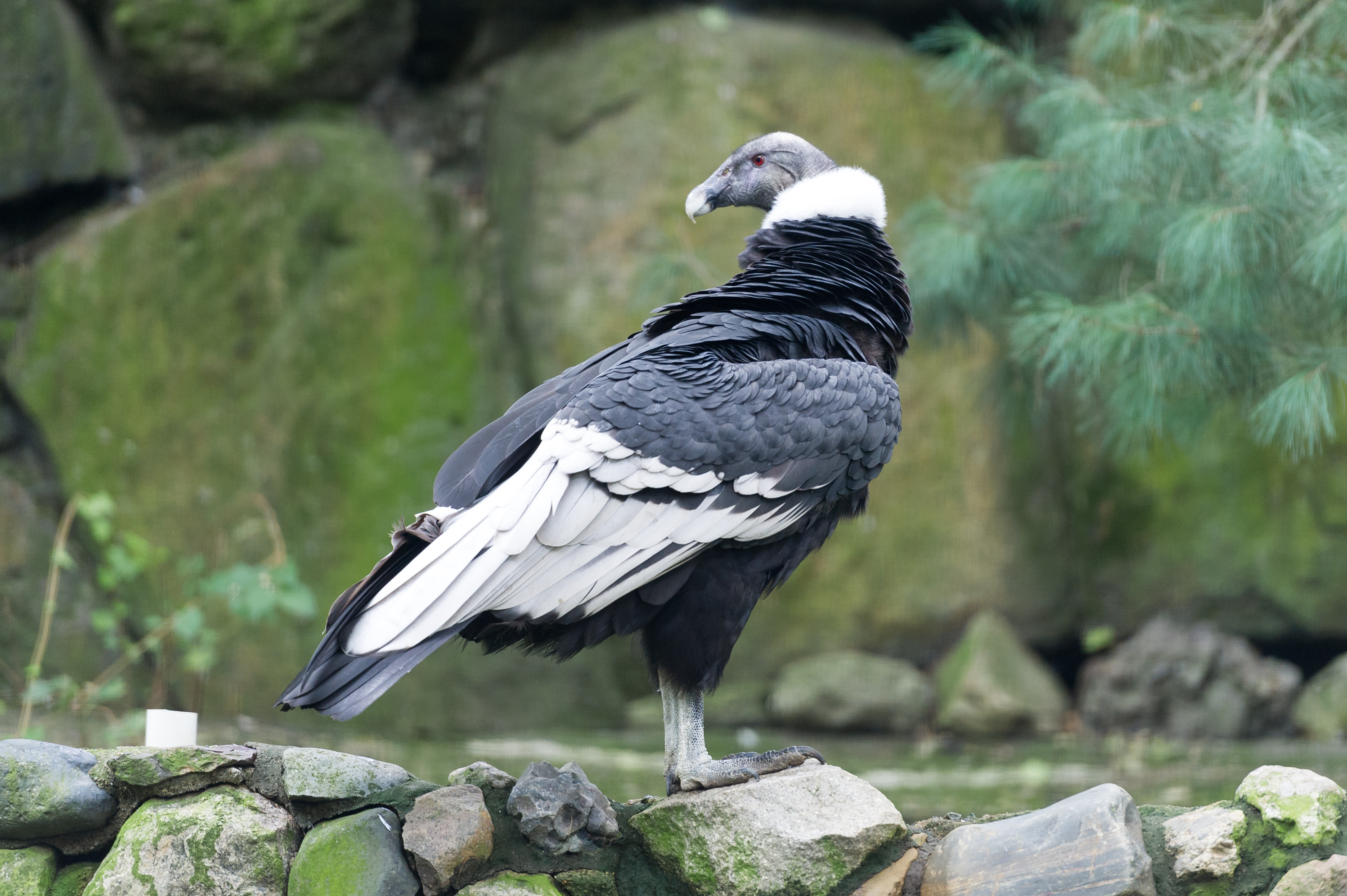
Andenkondor

## Anlagen
Die einzelnen Anlagen des Zoos sind nach geographischen oder klimatischen Gesichtspunkten zusammengestellt. Zu den Hauptsektionen zählen: In tropischen Regionen lebende Arten (Tropical Forest); Tiere, die Steppengebiete bevorzugen (Serengeti Crossing und Giraffe Savannah); Bewohner von Wüsten, außerdem Großkatzen (Kalahari Kingdom) sowie  Freiflughallen und Volieren für Vögel (Birds World). Saisonal werden Schmetterlinge gezeigt (Butterfly Landing). Für Kinder gibt es Begegnungen mit Tieren aus heimatlichen Regionen und Haustieren auf einem Bauernhof (Natures Neighborhood und Franklin Farm).
Viele Szenen des Spielfilms Der Zoowärter (Zookeeper) wurden in den Anlagen des Franklin Park Zoos gedreht.